# Lappfjärds kyrka
Lappfjärds kyrka ligger i Lappfjärd, som sedan 1973 hör till Kristinestad, Österbotten. Kyrkan ritades av arkitekt Ernst Lohrmann och invigdes 1852. Den restaurerades senast 1979. 

## Tidigare kyrkor
Det har funnits åtminstone två tidigare kyrkor i Lappfjärd. 1600-talskyrkan S:ta Birgitta revs när den nya stod klar. Den kyrkan låg på anna plats nära ån.

## Stor tegelkyrka
Lappfjärds kyrka är iögonenfallande stor - kyrkan rymde som ny hela 3 000 personer - och har ansetts som Finlands näst största landsortskyrka. Detta torde bero på att Lappfjärds socken också var stor i kyrkans planeringsskede; lite senare avskildes dock omfattande delar av den till egna socknar - Storå (urspr. Södermark) år 1855, Sideby år 1860 och Bötom (urspr. Norrmark) år 1862. 
Kyrkan, som används av Kristinestads svenska och finska församlingar. Den är numera i bruk endast sommartid p.g.a. de stora uppvärmningskostnaderna.

## Inventarier
Altartavlan från 1861 är en kopia av Leonardo da Vincis "Nattvarden", målad av Erik Johan Löfgren.  
Kyrkan fick en ny orgel med 34 stämmor 1958, byggd av Gebrüder Jemlich. Åren 1994-95 genomfördes ändringsarbeten i kyrkans kor och då installerades också en kororgel med sju stämmor, byggd av Dan Martikainen från Lappfjärd.